# ستيفن ك. وايت
ستيفن ك. وايت (بالإنجليزية: Stephen K. White)‏ هو فيلسوف أمريكي، ولد في 1949.